# 降灰予報
降灰予報（こうはいよほう）とは、日本において、火山の噴火により広い範囲に火山灰が降ることが予想されるときに発表される予報。国内すべての火山を対象として、気象庁が2008年3月31日から発表を開始した。
気象庁が火山活動に関して発表している噴火警報や噴火予報とは別の情報として発表される。また、このほかに火山ガス予報がある。
降灰予報の導入以前は、火山活動の状況を解説する情報などに付随して降灰に関する情報が提供されていた。降灰予報の開始によって、これが「予報」として確立された。当初は噴煙高度を閾値とした情報発信を行っていたが、2015年4月27日より降灰量を基準とした情報発信に切り替え、これらの量や小さな噴石の落下範囲を含む予報を発表している。
気象業務法で定められた「予報」として扱われているが、今後は噴火警報などと同じように基準を定めた「火山灰警報・注意報（仮称）」の導入が検討されている。

## 降灰予報発表の基準と内容
降灰予報は、噴火前の段階で定例的に発表する「定時」情報と、噴火後に発表する「速報」「詳細」の3種類がある。

### 降灰予報（定時）
噴火警報が発表されている火山（噴火警戒レベル2以上など）の火山について、3時間ごとに発表される。
発表時点において、3時間ごとに18時間先までの時点で噴火が発生した場合における、降灰範囲や小さな噴石の落下範囲を提供する。

### 降灰予報（速報）
噴火に関する火山観測報において、噴火の発生が通報された際に発表される。降灰予報（定時）を発表中の火山では、降灰への防災対応が必要となる「やや多量」以上の降灰が予測された場合、未発表の火山では「少量」のみの予測であっても必要に応じて発表する。
事前計算による予測結果をもとに、噴火後通常5分から10分程度で発表され、噴火発生から1時間以内における、降灰量の分布や小さな噴石の落下範囲を提供する。

### 降灰予報（詳細）
噴火の観測情報をもとに、より精度の高い情報提供を行う。降灰予報（速報）と同様に、降灰予報（定時）を発表中の火山では、降灰への防災対応が必要となる「やや多量」以上の降灰が予測された場合、未発表の火山では「少量」のみの予測であっても必要に応じて発表する。また降灰予報（速報）を発表した噴火については、前述の降灰の予想量によらず発表する。
噴火後通常20分から30分程度で発表され、噴火発生から6時間先までに予想される、1時間ごとの降灰量の分布や降灰開始時刻を提供する。
さらに一定時間噴火活動が継続している場合には、再計算を実施し改めて降灰予報を発表する場合がある。

## 降灰量階級
降灰予報においては、降灰量の情報を伝えるため「降灰量階級」が使用されている。
| 名称     | 厚さ                 | イメージ         | イメージ                     | 影響・推奨される行動 | 影響・推奨される行動 |
| 名称     | 厚さ                 | 路面             | 視界                         | 人                   | 道路                 |
| -------- | -------------------- | ---------------- | ---------------------------- | -------------------- | -------------------- |
| 多量     | 1 mm以上             | 完全に覆われる   | 視界不良となる               | 外出を控える         | 運転を控える         |
| やや多量 | 0.1 mm以上、1 mm未満 | 白線が見えにくい | 明らかに降っている           | マスク等で防護       | 徐行運転する         |
| 少量     | 0.1 mm未満           | うっすら積もる   | 降っているのがようやくわかる | 窓を閉める           | フロントガラスの除灰 |

## 降灰予報と防災
火山灰の降下や堆積は、直接人間に危害を加えるわけではないが、堆積した灰が農作物や自然環境に悪影響を与えたり、視程の低下（見通しの悪化）、車や洗濯物などの汚れといった被害を発生させることがある。降灰予報によって、降灰の数十分前～数時間前に対策をとることが可能となり、こういった被害を未然に防ぐことができるとされる。
2008年7月28日に、鹿児島県の桜島で発生した噴煙3,000mを越える噴火に際して、初めての降灰予報が発表された。